# Зимбабвийско-китайские отношения
Зимбабвийско-китайские отношения — двусторонние контакты между Китайской народной республикой и Зимбабве. Дипломатические отношения были установлены в 1980 году. До 2000-х годов контакты двух стран имели прежде всего идеологическое значение. С 2000-х годов, в условиях кризиса и внешней изоляции Зимбабве Китай рассматривает эту африканскую страну больше с экономической точки зрения как источник сырья, а также рынок сбыта своих товаров.

## История
Двусторонние отношения были установлены уже в апреле 1980 года, вскоре после получения Зимбабве независимости. В 1980-е годы в условиях советско-китайского противостояния Зимбабве была на стороне Китая, в расчете на получение финансовой помощи от Пекина. Лидер Зимбабве Р. Мугабе дважды в 1980-е годы посещал Пекин (в ходе визита 1985 года он договорился о выделении выделении Зимбабве кредита в 55 млн долларов). За это Зимбабве поддерживала политику Китая перед международным сообществом. Например, Р. Мугабе поддержал китайские власти после разгона антиправительственной демонстрации 1989 года и в ноябре того же года было заключено межпартийное соглашение между возглавляемой им ЗАНУ-ПФ и КПК. В 2000-е годы в связи с проведением Мугабе радикальных преобразований Зимбабве оказалась в изоляции и подверглась санкциям со стороны США и Евросоюза.
Пиком противостояния стало лето 2008 года, когда Р. Мугабе победил во втором туре президентских выборов на безальтернативной основе при том, что победитель первого тура лидер оппозиции М. Цвангираи снял свою кандидатуру за несколько дней до голосования под предлогом запугивания властями его сторонников. Западные страны внесли в Совет безопасности ООН проект резолюции о введении санкций против режима Мугабе. КНР совместно с Россией наложила вето на этот проект. Ранее, в 2005 году, Китай признал прошедшие в Зимбабве парламентские выборы. В 2013 году всеобщие выборы в Зимбабве посетила китайская наблюдательная миссия во главе с Лю Гуйцзинем, которая хорошо отозвалась о прошедшем голосовании. Почтенный возраст Р. Мугабе, которому в начале 2010-х годов исполнилось 90 лет, заставил Пекин обратить внимание на зимбабвийскую оппозицию. В 2012 году в Пекин был приглашен лидер зимбабвийской оппозиции М. Цвангираи.

## Экономическое сотрудничество
До 2000-х годов двусторонний товарооборот был невелик. Но Зимбабве оказалась в 2000-е годы из-за конфискации земель белого меньшинства в международной изоляции и в связи с санкциями лишилась значительной части помощи от Евросоюза и МВФ (в случае с МВФ сыграли свою роль также просрочки по платежам со стороны Хараре). Китай воспользовался этим, чтобы усилить свое присутствие в экономике Зимбабве. С 2003 по 2013 годы товарооборот между КНР и Зимбабве вырос со 197 млн долларов до 1102 млн долларов. Китайский экспорт в Зимбабве — промышленные изделия и ширпотреб, зимбабвийский экспорт в КНР — табак, платина, хром, алмазы, сталь. Китай стал крупным кредитором Зимбабве — в начале 2010-х годов долг этой страны перед КНР составил около 666 млн долларов. При этом Пекин не проявил особого желания списывать задолженность по идеологическим соображениям. Например, в 2014 году КНР потребовала от Зимбабве выплатить 180 млн долларов, предупредив, что в противном случае приостановит кредитование этой страны. Зимбабве была вынуждена изыскивать средства. Ранее Китай отказал Хараре в кредите на сумму в 2 млрд долларов. В 2013 году Китай вложил в экономику Зимбабве 375 млн долларов (для сравнения, соседняя ЮАР за 2013 год инвестировала в Зимбабве только 39 млн долларов). Китайский бизнес сосредоточен в том числе в горнодобывающей промышленности. Например, в провинции Мидлендс китайские предприятия добывают хром. Население Зимбабве относится к проникновению китайского капитала неоднозначно. Особые тревоги вызывала дешевизна китайских товаров, разоряющая местный бизнес, а также загрязнение китайскими предприятиями окружающей среды.

## Военно-техническое сотрудничество
КНР — одна из немногих стран, продающих Зимбабве оружие, несмотря на негативную позицию Запада. В 2004 году Зимбабве приобрела в КНР 12 реактивных истребителей и 100 военно-транспортных средств на сумму 240 млн долларов, а в 2005—2006 годах еще 12 учебно-боевых самолетов. В 2008 году в южноафриканский порт Дурбан вошло китайское судно «Ань Юэ Цзян» с грузом из 77 тонн оружия (патроны, мины, минометы и т. п.) для Зимбабве, но местный суд запретил разгрузку судна и кораблю пришлось уйти.

## Сотрудничество в сфере культуры
В 2007 году при Университете Хараре был открыт Институт Конфуция; в Китае учились зимбабвийские чиновники, в том числе Грейс Мугабе — жена президента Зимбабве (она также изучала китайский язык).